# Diamond Dog - Un tesoro di cane
Diamond Dog - Un tesoro di cane (Dog Gone) è un film commedia statunitense del 2008 diretto da Mark Stouffer.

## Trama
Mentre i genitori di due fratelli, Owen e Lilly, sono via, il più piccolo, Owen, trascorre pomeriggi in un rifugio nella foresta  leggendo racconti e facendo invenzioni, e incontra, poco dopo, tre delinquenti, Blackie, Bud e Arty, che possiedono un golden retriever e hanno precedentemente commesso un furto di diamanti, presumibilmente nascosti sul collare del cane. Con l'aiuto di Owen, il cane (detto Diamond dal bambino) riesce a scappare dai tre. Quest'ultimo tenta invano di chiedere aiuto alla polizia e, decide, quindi, di nascondere e di accudire il cane. Inoltre per scongiurare l'arrivo dei delinquenti, Owen mette delle trappole esplosive nel nascondiglio. Tornando a casa, tuttavia, il bambino viene catturato dal trio, riuscendo in un primo momento a fuggire.
I tre riescono a catturare Owen e lo legano a una sedia nel nascondiglio. Quest'ultimo li conduce in un rimorchio di canoe e afferma di aver nascosto lì i diamanti rubati. Blackie rivela che il giorno del furto, li aveva, in realtà, nascosti nello stomaco del cane e, dopo una rocambolesca caduta giù per una collina con la canoa, quest'ultima si ferma vicino a un ristorante messicano, dove un poliziotto li riconosce ammanettandoli.

## Produzione

### Riprese
Dog Gone venne girato a Cheney e a Spokane. Le riprese si sono svolte tra giugno e settembre 2007.

## Distribuzione
Il film venne distribuito in home video da Screen Media Films e Universal Studios il 7 ottobre 2008.